# Lintusaari (ö i Kajanaland)
Lintusaari är en ö i Finland. Den ligger i sjön Jonkeri och i kommunen Kuhmo i den ekonomiska regionen  Kehys-Kainuu  och landskapet Kajanaland, i den centrala delen av landet, 500 km nordost om huvudstaden Helsingfors. Öns area är 0,8 hektar och dess största längd är 140 meter i nord-sydlig riktning.